# سعید الخاطری
سعید الخاطری (انگلیسی: Said Al-Khatry؛ زادهٔ ۱۹۴۷) تیرانداز اهل عمان است. وی در بازی‌های المپیک تابستانی ۱۹۸۴ شرکت کرده‌است.